# Kauna Malgwi
Kauna Malgwi   (Maiduguri, dècada del 1990) és una psicòloga i sindicalista nigeriana. És coneguda per liderar una demanda conjunta contra Meta Platforms per les condicions laborals a les que estava exposada quan treballava com a moderadora de contingut de Facebook.

## Biografia
Malgwi prové d'una família cristiana de l'estat de Borno, al nord-est de Nigèria.  El seu pare va morir quan ella tenia 12 anys. L'any 2012, quan iniciava els seus estudis superiors, Boko Haram va recruar la seva campanya de terror contra dones, universitaris i cristians; així que la seva família va decidir traslladar-se a la capital del país, Abuja. Des d'allà, va marxar a Benin, on el 2015 va enllestir els estudis de Psicologia. El 2018, Kauna va traslladar-se a Nairobi, per cursar un postgrau.
L'any 2019, Malgwi va incorporar-se Sama, una empresa kenyana subcontractada per Meta. La seva feina va ser la de moderadora de contingut, que consistia en supervisar missatges, fotografies i vídeos dels usuaris que requerien d'aprovació abans de fer-se públics. Aquesta tasca seria emprada més endavant per entrenar programes d'aprenentatge automàtic. La cruesa del material que havia de veure a diari va provocar-li trastorns psicològics. El 2023, quan un company, Daniel Motaung, va fer públiques les condicions en les que treballaven (el salari a Kenya era força inferior al que cobraven posicions similars als Estats Units), l'empresa va executar l'acomiadament col·lectiu dels moderadors. 184 d'ells van interposar una demanda contra la seva empresa i contra Meta per acomiadament improcedent. També es va crear el sindicat nigerià de moderadors de contingut, que dirigeix Malgwi.

## Reconeixements
Gràcies al seu activisme per alertar de les males pràctiques que les grans empreses tecnològiques del camp de les xarxes socials i la intel·ligència artificial, el febrer de 2024 va ser convidada a parlar davant el Parlament Europeu. Aquell mateix any, va ser escollida per la BBC en la llista 100 Women, una selecció de les dones més inspiradores de cada any; i per la revista Time, en la seva recopilació anual de les 100 persones més influents en el sector de la IA.